# Demi Moore
Pour les articles homonymes, voir Moore.
Demetria Gene Guynes, dite Demi Moore [dəˈmiː mʊɹ], née le 11 novembre 1962 à Roswell (Nouveau-Mexique), est une actrice, productrice et réalisatrice américaine.
Elle est connue pour être un sex-symbol depuis les années 1990 grâce aux films Ghost (1990), Proposition indécente (1993), Harcèlement (1994), Les Amants du nouveau monde (1995) et Striptease (1996). Durant cette période, elle apparaît aussi dans les thrillers militaires Des hommes d'honneur (1992) de Rob Reiner et À armes égales (G.I. Jane) (1997) de Ridley Scott.
Par la suite, elle apparaît plutôt dans des seconds rôles, comme dans le blockbuster Charlie's Angels : Les Anges se déchaînent ! (2003) ou dans le film indépendant Margin Call (2011). En 2024, elle est la co-tête d'affiche du film The Substance. Sa prestation lui vaut le Golden Globe de la meilleure actrice dans une comédie ou dans un film musical et sa première nomination à l'Oscar de la meilleure actrice en 2025.

## Biographie

### Jeunesse et famille
Demetria Gene Guynes, naît le 11 novembre 1962 à Roswell, Nouveau-Mexique. Peu avant sa naissance, son père biologique, Charles Harmon Sr, membre de l'Air Force, quitte sa mère, Virginia (née King) au terme d'un mariage de deux mois.
Elle a trois mois quand sa mère épouse Dan Guynes, un représentant en publicité journalistique, qui est amené à changer régulièrement de travail. De fait, la famille déménage de nombreuses fois.
Demi Moore déclare en 1991 : « Mon père était Dan Guynes. Il m'a élevée. Je n'ai pas vraiment de relation avec celui qui est mon père biologique ». Demi Moore découvre son existence à treize ans à la lecture du certificat de mariage de sa mère et de son beau-père ; elle les interroge alors sur la date figurant sur le document : « J'ai remarqué que mes parents s'étaient mariés en février 1963. Je suis née en 1962. »[évasif]
Deux ans après avoir divorcé, en octobre 1980, Dan Guynes se suicide ; il a 37 ans. Le père biologique de Demi Moore apparaît dans Inside Edition en 1995, pour lancer un appel pour voir ses petits-enfants. Virginia Guynes a un casier judiciaire pour conduite en état d'ivresse et pyromanie. Demi Moore rompt tout contact avec sa mère en 1990 quand elle s'échappe d'une cure que Demi Moore lui avait payée, au sein de la Hazelden Foundation, au Minnesota. Plus tard, sa mère l’embarrasse à nouveau en posant nue pour le magazine High Society en 1993, où elle parodiait la couverture controversée de Demi pour le Vanity Fair mettant en scène sa grossesse et sa scène d'amour mythique dans le film Ghost. Demi et sa mère se sont brièvement réconciliées peu avant que celle-ci ne décède d'un cancer en juillet 1998, à 54 ans.
Demi Moore a un demi-frère du côté maternel, Morgan Guynes. Du côté paternel elle a deux demi-frères (Charles Harmon Jr. et James Craig Harmon, incarcéré en 2006 pour une peine de 10 ans pour attaque à main armée) et une demi-sœur Charlotte Harmon Eggar, qui déclare en 2012 ne pas l'avoir vue depuis 30 ans.
À 15 ans, elle déménage à West Hollywood, en Californie, où sa mère travaille pour une société de distribution de magazines. Demi Moore intègre la Fairfax High School. Elle suit des cours de théâtre après avoir été inspirée par sa voisine, une jeune actrice de 17 ans, Nastassja Kinski. En août 1979, trois mois avant ses 17 ans, Demi Moore rencontre le musicien Freddy Moore dans le club de nuit « The Troubadour » à Los Angeles, qui est déjà marié. En janvier 1980, six mois après leur rencontre, ils se marient et emménagent dans un appartement de West Hollywood. Leur liaison dure cinq ans. Elle conserve le nom de Moore pour sa carrière d'actrice.

### Carrière

#### Débuts d'actrice

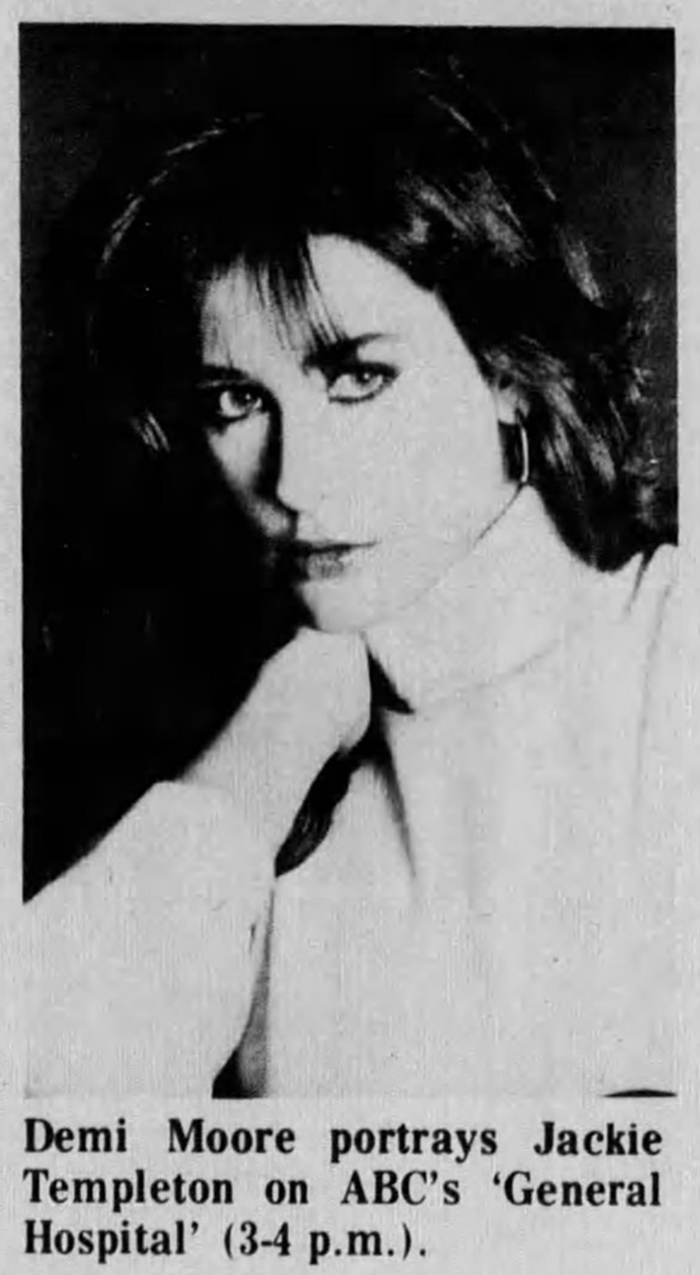
Demi Moore en 1982.

À 16 ans, Demi Moore saisit la première occasion pour fuir l'ambiance familiale et sa famille. Elle est d'abord pin-up pour des magazines de charme. Sa carrière de comédienne débute par une apparition à l'écran en 1981 dans Choices, un drame de Silvio Narizzano. À 19 ans, après de nombreuses auditions, elle décroche un rôle récurrent dans le feuilleton General hospital. Elle tourne une trentaine d'épisodes diffusés entre 1982 et 1984. Parallèlement, elle incarne la fille de Michael Caine dans C'est la faute à Rio de Stanley Donen, adaptation américaine de Un moment d'égarement de Claude Berri.
En 1985, sa carrière est lancée quand elle fait ainsi partie de la distribution du film indépendant Le Feu de Saint-Elmo, écrit et réalisé par Joel Schumacher. L'actrice y côtoie plusieurs jeunes acteurs en ascension : Rob Lowe, Emilio Estevez et Judd Nelson. Cependant, sur le tournage, la toute jeune actrice s'adonne à la drogue, au point d'être menacée d'être virée par le cinéaste, qui l'a pourtant choisie.

L'année 1986 est marquée par la sortie de deux comédies romantiques : tout d'abord, elle retrouve Rob Lowe pour la comédie dramatique À propos d'hier soir..., de Edward Zwick ; puis elle est l'héroïne d'une romance plus décalée, One Crazy Summer, dont elle partage cette fois l'affiche avec John Cusack. Elle conclut cette année avec un thriller, Wisdom, écrit et réalisé par Emilio Estevez, qui lui donne aussi la réplique.

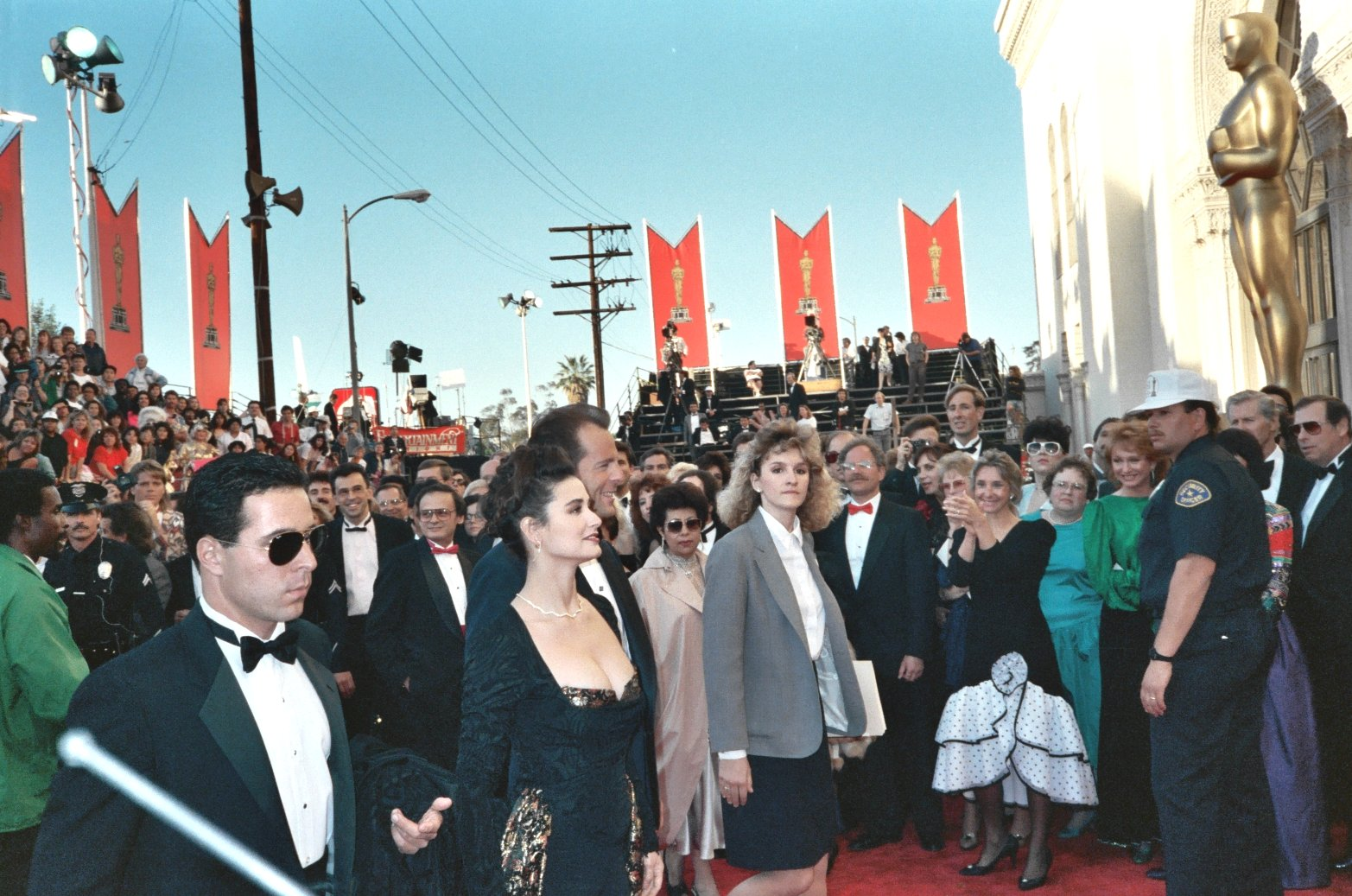
L'actrice aux côtés de Bruce Willis à la des Oscars, le 29 mars 1989, où ils sont invités à remettre un prix.

En 1987, elle partage l'affiche du film fantastique La Septième Prophétie avec Michael Biehn. Puis elle passe à une gamme de projets plus exposés en secondant Robert De Niro et Sean Penn pour la comédie noire Nous ne sommes pas des anges, réalisée par Neil Jordan, où elle incarne une jeune mère célibataire.
La décennie suivante va l'imposer en tant que star hollywoodienne.

#### Succès commercial etsex-symbol

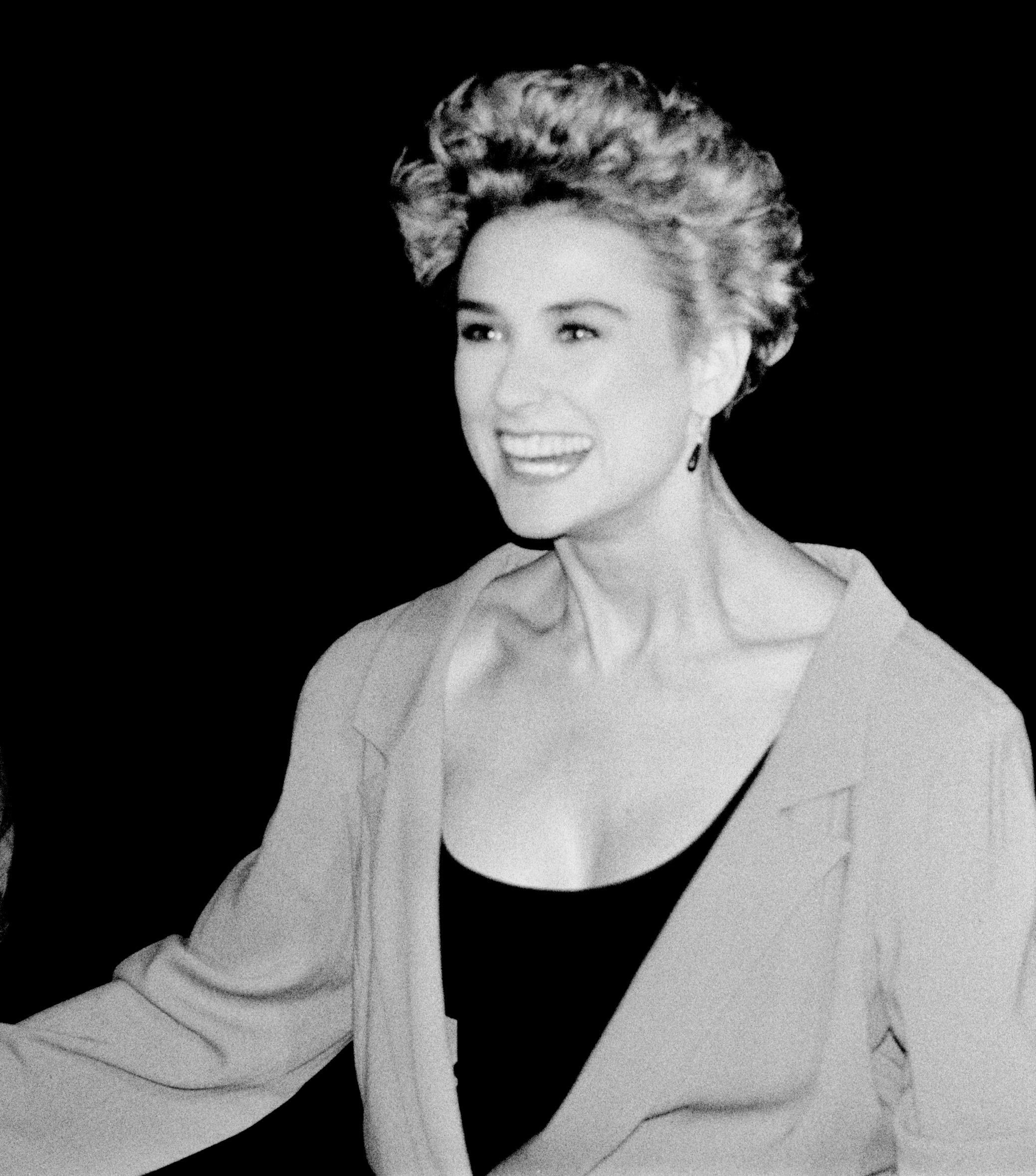
Demi Moore au Festival du cinéma américain de Deauville, pour la présentation de Ghost, en septembre 1990.

Demi Moore est propulsée star de cinéma en 1990 avec la romance fantastique Ghost, où elle forme un couple mythique de cinéma avec Patrick Swayze. Si l'année suivante, elle fait partie de la distribution de la comédie fantastique potache Tribunal fantôme, écrite et réalisée par Dan Aykroyd, les années suivantes vont lui permettre de capitaliser sur ce succès.
En 1991, elle partage l'affiche du thriller Pensées mortelles avec Glenne Headly. Son compagnon Bruce Willis y tient un second rôle. Puis elle est la tête d'affiche de la comédie fantastique La Femme du boucher, face à Jeff Daniels. En 1992, elle participe à un projet acclamé par la critique : le thriller militaire Des hommes d'honneur, réalisé par Rob Reiner. Elle y incarne une juriste de l'armée américaine, aux côtés de deux stars, Jack Nicholson et Tom Cruise. L'année suivante, elle joue les femmes parfaites dans le thriller psychologique Proposition indécente, réalisé par un spécialiste du genre, Adrian Lyne. Son personnage est tiraillé entre deux hommes incarnés par Robert Redford et Woody Harrelson. Elle confirme dans ce registre en 1994 avec le thriller Harcèlement, de Barry Levinson, où elle a cette fois pour partenaire Michael Douglas. En 1995, elle continue à alimenter son image de sex symbol des années 1990 avec le drame historique Les Amants du nouveau monde, de Roland Joffé, où c'est Gary Oldman qui incarne un pasteur séduit par elle. Le long-métrage est une relecture hollywoodienne du classique de l'adultère La Lettre écarlate, de Nathaniel Hawthorne. La même année, elle fait partie de la distribution féminine de la comédie dramatique Souvenirs d'un été, de Lesli Linka Glatter. Elle évolue aux côtés de Christina Ricci, Melanie Griffith ou encore Thora Birch.
L'année 1996 est riche : elle débute avec un nouveau thriller, La Jurée, dont elle tient le rôle-titre, face à Alec Baldwin. Puis elle s'impose définitivement comme fatale en portant le thriller Striptease, où elle incarne une mère célibataire stripteaseuse dont s'amourache un puissant homme d'État. Elle joue ensuite dans le téléfilm dramatique Si les murs parlaient, aux côtés de Sissy Spacek et Cher. Enfin, elle conclut cette année dans un tout autre registre, en doublant le personnage de la belle gitane Esmeralda dans la nouvelle superproduction d'animation des studios Disney, Le Bossu de Notre-Dame. 1997 la voit s'extirper de rôles de femme-objet en portant le thriller militaire À armes égales (G.I. Jane), de Ridley Scott, où, le crâne rasé, elle incarne une Navy SEAL. La même année, elle fait partie de la distribution de la nouvelle comédie de Woody Allen, Harry dans tous ses états. En 1998, la mère de Demi Moore décède et sa séparation d'avec Bruce Willis défraye la chronique.

#### Passage au second plan

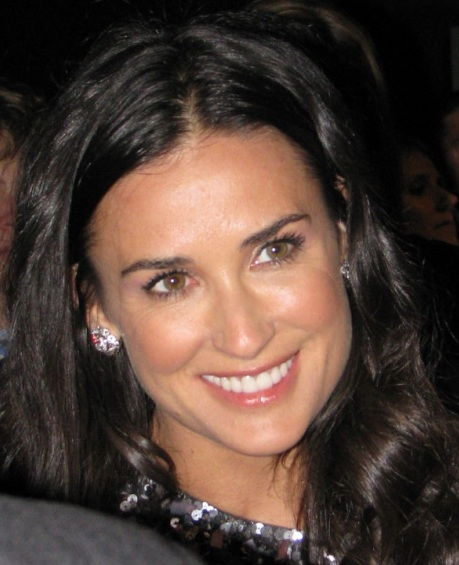
L'actrice en janvier 2009, à une soirée organisée par le Huffington Post.

Demi Moore se fait plus rare sur les écrans ; en 2000, elle porte la romance fantastique D'un rêve à l'autre, d'Alain Berliner, un nouveau flop critique et commercial. Durant les années 2000, elle préfère se consacrer à son activité de production via sa société Moving Pictures, mais tente néanmoins des comebacks. En 2003, elle tente un comeback en incarnant la sexy antagoniste du blockbuster Charlie's Angels : Les Anges se déchaînent !, de McG. En dépit d'un succès au box-office, cette production est moyennement reçue par la critique. Il faut attendre 2006 pour la revoir, cette fois en tant qu'actrice principale : mais le thriller fantastique Half Light, où elle a pour partenaire Henry Ian Cusick, passe inaperçu. Elle retrouve aussi Emilio Estevez qui l'intègre à la distribution de son drame historique choral, salué par les critiques, Bobby.
En 2007, elle seconde Kevin Costner, héros du thriller Mr. Brooks. Puis elle partage l'affiche du film de braquage Le Casse du siècle avec Michael Caine. Elle continue à s'éloigner des studios en tournant l'année suivante le film indépendant Happy Tears, écrit et réalisé par Mitchell Lichtenstein, porté par Parker Posey. Elle forme aussi une famille plastiquement parfaite dans la satire La Famille Jones, avec David Duchovny dans le rôle de son mari et Amber Heard dans celui de sa fille.

#### Seconds rôles

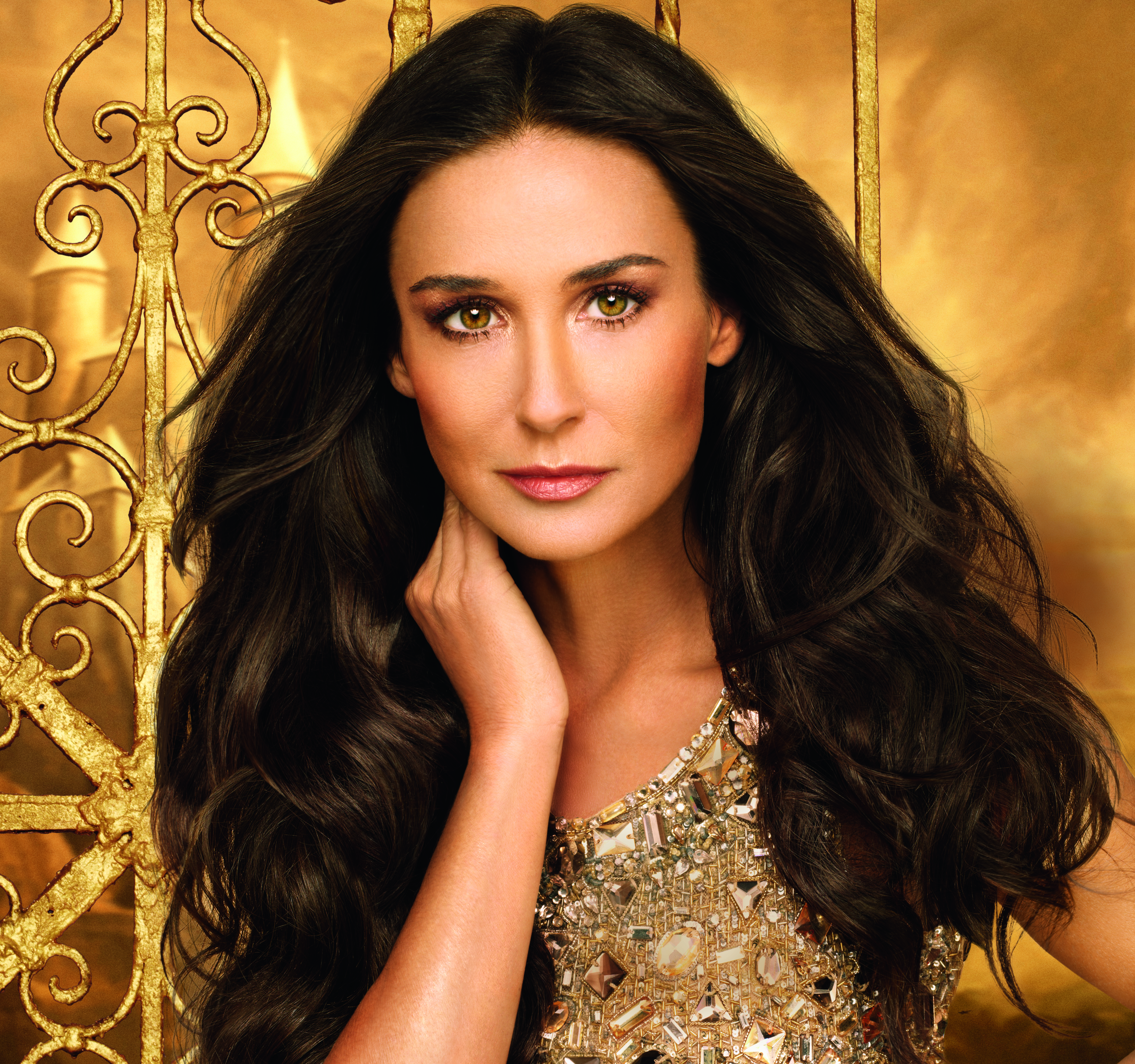
L'actrice dans une publicité pour Oriflame, en 2012.

En 2010, Demi Moore apparaît dans le film d'action Bunraku, porté par un autre acteur passé au second plan, Josh Hartnett. L'occasion aussi pour elle de retrouver Woody Harrelson, son partenaire de Proposition indécente. Enfin, elle fait partie de la distribution de la comédie dramatique indépendante Another Happy Day, écrite et réalisée par Sam Levinson.
L'année 2012 lui permet de renouer avec des projets attendus : elle est la tête d'affiche de la comédie dramatique LOL USA, remake du film français LOL, déjà signé par la réalisatrice Lisa Azuelos. Cette dernière choisit Moore pour jouer le rôle tenu dans le film original par Sophie Marceau. La jeune Miley Cyrus accepte le rôle de sa fille à condition que Moore reste attachée au projet.
Par ailleurs, Moore fait partie de la distribution réunie par J. C. Chandor pour son premier long-métrage, le thriller financier à petit budget Margin Call, avec Kevin Spacey. Il s'agit du plus gros succès critique de sa carrière. En revanche, LOL USA est un flop cuisant, la cantonnant désormais à des seconds rôles.
Elle se fait aussi plus rare au cinéma : en 2013, elle se contente d'un second rôle dans le film indépendant Very Good Girls, porté par les jeunes Dakota Fanning et Elizabeth Olsen.
Puis en 2015, elle apparaît dans le western Forsaken, retour à Fowler City, porté par Kiefer Sutherland et son père Donald Sutherland. L'année suivante, elle seconde Shirley MacLaine et Jessica Lange, héroïnes de la comédie dramatique indépendante Wild Oats.
Autre second rôle en 2017, cette fois dans la comédie potache Pire Soirée, avec Scarlett Johansson en tête d'affiche. La même année, elle retrouve Alec Baldwin pour le drame indépendant Amour aveugle, de Michael Mailer, où elle incarne une femme dont s'éprend un homme d'affaires veuf. Enfin, elle fait partie de la distribution de l'acclamé drame Love Sonia (en), de Tabrez Noorani, dont l'action se situe en Inde.
La même année, elle opère un retour discret à la télévision, en tenant un rôle récurrent dans la série dramatique Empire, portée par Terrence Howard et Taraji P. Henson, jusqu'en 2018.
Finalement, en 2019, il est annoncé que l'actrice intègre la nouvelle adaptation télévisuelle du roman de l'auteur britannique Aldous Huxley, Le meilleur des mondes. Elle y incarne Linda, la mère de John « le sauvage » obligée de vivre en marge de la société donnant notamment la réplique à Alden Ehrenreich, Jessica Brown Findlay, Kylie Bunbury, Hannah John-Kamen et Joseph Morgan. La série est diffusée par le réseau USA Network. Mais le programme est annulé au bout d'une saison[réf. souhaitée].

#### Retour au premier plan (2022-présent)
En 2022, Demi Moore est à l'affiche du film Un talent en or massif, ayant pour autres vedettes Nicolas Cage, Tiffany Haddish et Neil Patrick Harris, qui sort le 20 avril 2022 en France.
Elle rejoint en 2024 le casting de deuxième saison de la série télévisée Feud, intitulée Les Trahisons de Truman Capote (Capote vs. The Swans), dans la peau d'Ann Woodward, face à Naomi Watts, Calista Flockhart, Molly Ringwald, Chloé Sevigny, Diane Lane et Tom Hollander. Elle apparait la même année au casting principal de la nouvelle série Landman. Toujours en 2024, elle est notamment l'actrice principale dans le film de body horror féministe The Substance, réalisé par la Française Coralie Fargeat, en compétition au Festival de Cannes 2024 où il remporte le prix du scénario,. Son interprétation d'Elisabeth Sparkle est largement saluée par la critique et lui vaut de nombreuses nominations et récompenses, notamment le Golden globe de la meilleure actrice dans un film musical ou une comédie, le premier de sa carrière, lors de la 82e cérémonie en 2025, durant laquelle elle rappelle dans son discours de remerciement qu'elle avait été considérée jusqu'à ce film comme une actrice pop corn. Elle est également nommée pour la première fois de sa carrière à l'Oscar de la meilleure actrice, à l'occasion de la 97e cérémonie.

### Vie privée

#### Famille
Demi Moore a été mariée au musicien Freddy Moore de 1980 à 1985. À la suite de son divorce, elle garde le nom de famille Moore comme patronyme pour le reste de sa carrière.

Après une dérive dans la drogue durant les années 1980, elle suit une courte cure de désintoxication. Elle rompt ses fiançailles avec Emilio Estevez le jour où elle rencontre l'acteur Bruce Willis, en août 1987. Ils se marient le 21 novembre 1987, ont trois filles (Rumer Glenn (1988), Scout LaRue (1991) et Tallulah Belle (1994) et se séparent en 1998 pour divorcer en novembre 2000.

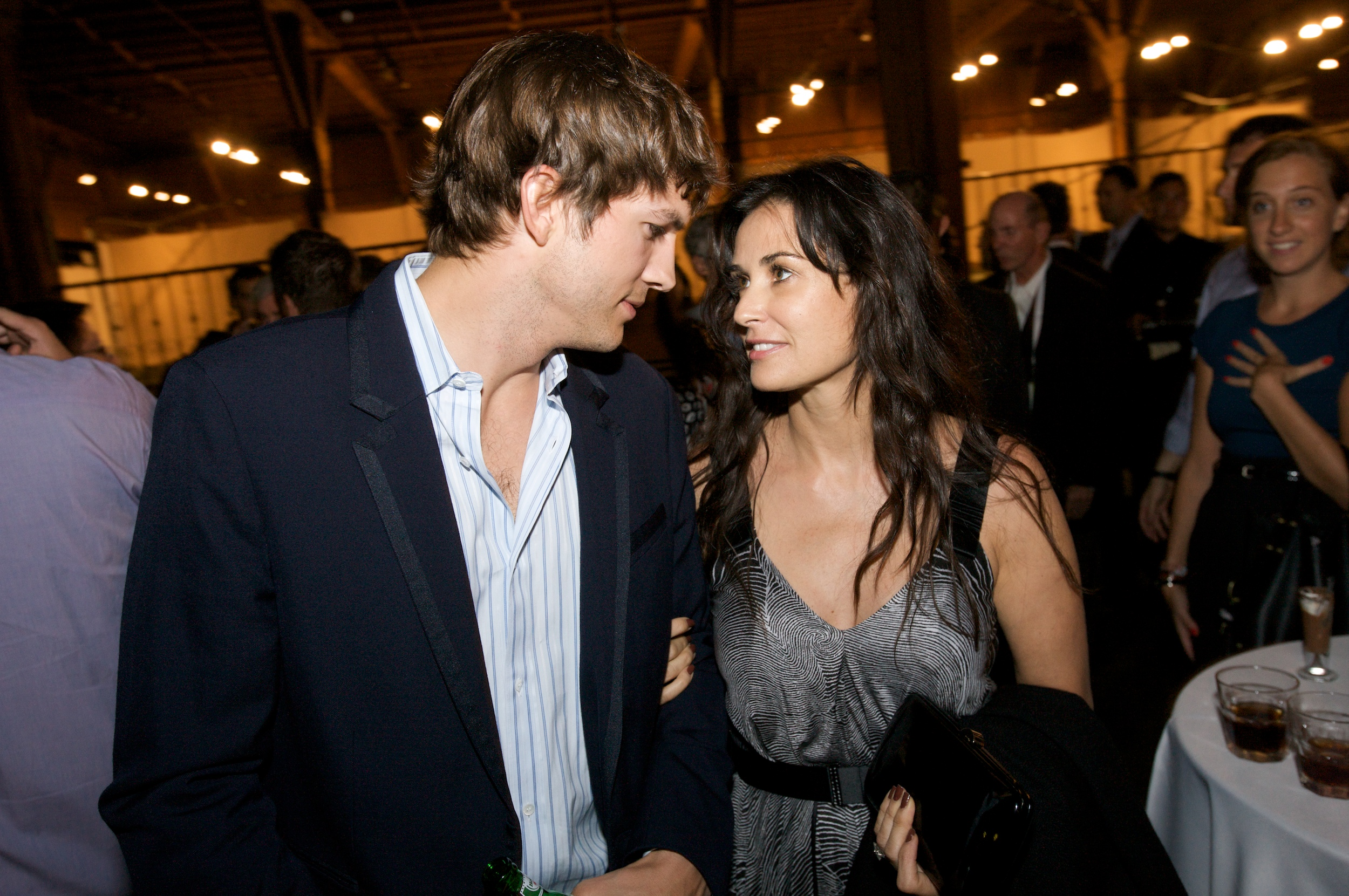
Ashton Kutcher et Demi Moore en septembre 2008.

Durant les années 2000, elle défraye la chronique mondaine avec son idylle avec Ashton Kutcher, de seize ans son cadet. Le 17 novembre 2011 et après des semaines de rumeurs, notamment d'adultère de la part d'Ashton Kutcher, Demi Moore annonce officiellement leur divorce, après six ans de mariage,.
De 2012 à 2014, elle a été en couple avec le marchand d'art new-yorkais Vito Schnabel, de 24 ans son cadet.
En 2022, elle fréquente le chef cuisinier suisse Daniel Humm (en). Le couple rompt cependant en novembre 2022.
Demi Moore annonce dans un communiqué commun avec l'épouse de Bruce Willis, Emma Heming et ses cinq filles, que son ex mari met un terme à sa carrière, en raison d'une aphasie et d'une dégénérescence lobaire frontotemporale.
La même année, Rumer Glenn Willis, sa fille aînée annonce être enceinte. Demi Moore devient grand-mère pour la première fois lorsque celle-ci accouche d’une fille, Lou, le 18 avril 2023.

#### Engagement
Lors de l'élection présidentielle américaine de 2024, Demi Moore soutient la candidature de la démocrate Kamala Harris.

#### Santé
Au milieu des années 1980, Demi Moore fait une première cure de désintoxication, puis une seconde en janvier 2012,.

## Filmographie

### Cinéma

#### Années 1980
- 1981 : Choices de Silvio Narizzano : Corri
- 1982 : Parasite de Charles Band : Patricia Welles
- 1982 : Docteurs in Love (Young Doctors in Love) de Garry Marshall : nouvelle interne
- 1984 : C'est la faute à Rio (Blame It on Rio) de Stanley Donen : Nicole Hollins
- 1984 : Pris sur le vif (No Small Affair) de Jerry Schatzberg : Laura
- 1985 : Le Feu de Saint-Elmo (St. Elmo's Fire) de Joel Schumacher : Jules Jacoby
- 1986 : À propos d'hier soir... (About Last Night...) d'Edward Zwick : Debbie Sullivan
- 1986 : Un été fou fou fou (One Crazy Summer) de Savage Steve Holland : Cassandra Eldrich
- 1986 : Wisdom de Emilio Estevez : Karen Simmons
- 1988 : La Septième Prophétie (The Seventh Sign) de Carl Schultz : Abby Quinn
- 1989 : Nous ne sommes pas des anges (We're No Angels) de Neil Jordan : Molly

#### Années 1990
- 1990 : Ghost de Jerry Zucker : Molly Jensen
- 1991 : Tribunal fantôme (Nothing But Trouble) de Dan Aykroyd : Diane Lightson
- 1991 : Pensées mortelles (Mortal Thoughts) d'Alan Rudolph : Cynthia Kellogg
- 1991 : La Femme du boucher (The Butcher's Wife) de Terry Hughes : Marina Lemke
- 1992 : Des hommes d'honneur (A Few Good Men) de Rob Reiner : JoAnne Galloway
- 1993 : Proposition indécente (Indecent Proposal) d'Adrian Lyne : Diana Murphy
- 1994 : Harcèlement (Disclosure) de Barry Levinson : Meredith Johnson
- 1995 : Les Amants du nouveau monde (The Scarlet Letter) de Roland Joffé : Hester Prynne
- 1995 : Souvenirs d'un été (Now and Then) de Lesli Linka Glatter : Samantha Albertson
- 1996 : La Jurée (The Juror) de Brian Gibson : Annie Laird
- 1996 : Striptease d'Andrew Bergman : Erin Grant
- 1997 : À armes égales (G.I. Jane) de Ridley Scott : lieutenant Jordan O'Neil
- 1997 : Harry dans tous ses états (Deconstructing Harry) de Woody Allen : Helen

#### Années 2000
- 2000 : D'un rêve à l'autre (Passion of Mind) d'Alain Berliner : Marie / Martha
- 2003 : Charlie's Angels : Les Anges se déchaînent ! (Charlie's Angeles : Full Throttle) de McG : Madison Lee
- 2006 : Half Light de Craig Rosenberg : Rachel Carlson
- 2006 : Bobby d'Emilio Estevez : Virginia Fallon
- 2007 : Le Casse du siècle (Flawless) de Michael Radford : Laura Quinn
- 2007 : Mr. Brooks de Bruce A. Evans : Détective Tracy Atwood
- 2009 : Happy Tears de Mitchell Lichtenstein : Laura
- 2009 : La Famille Jones (The Joneses) de Derrick Borte : Kate

#### Années 2010
- 2010 : Bunraku de Guy Moshe : Alexandra
- 2011 : Margin Call de J. C. Chandor : Sarah Robertson
- 2012 : Another Happy Day de Sam Levinson : Patty
- 2012 : LOL USA (LOL) de Lisa Azuelos : Anne
- 2013 : Very Good Girls de Naomi Foner : Kate
- 2015 : Forsaken : Retour à Fowler City (Forsaken) de Jon Cassar : Mary-Alice Watson
- 2016 : Wild Oats d'Andy Tennant : Crystal
- 2016 : Amour aveugle (Blind) de Michael Mailer : Suzanne Dutchman
- 2017 : Love Sonia de Tabrez Noorani : Selma
- 2017 : Pire Soirée (Rough Night) de Lucia Aniello : Lea
- 2019 : Corporate Animals de Patrick Brice : Lucy

#### Années 2020
- 2020 : Songbird d'Adam Mason : Piper Griffin
- 2022 : Un talent en or massif (The Unbearable Weight of Massive Talent) de Tom Gormican : Olivia Cage
- 2022 : Please Baby Please d'Amanda Kramer : Maureen
- 2024 : The Substance de Coralie Fargeat : Elisabeth Sparkle

#### Doublage films d'animation
- 1996 : Le Bossu de Notre-Dame (The Hunchback of Notre Dame) de Gary Trousdale et Kirk Wise : Esmeralda
- 1996 : Beavis et Butt-Head se font l'Amérique (Beavis and Butt-Head Do America) de Mike Judge : Dallas Grimes
- 2002 : Le Bossu de Notre-Dame 2 (The Hunchback of Notre Dame II) de Bradley Raymond : Esmeralda

### Télévision

#### Séries télévisées
- 1982-1984 : Hôpital central (General Hospital) : Jackie Templeton (29 épisodes)
- 1984 : L'Homme au katana (The Master) : Holly Trumbull (1 épisode)
- 1989 : Clair de lune (Moonlighting) : femme dans l'ascenseur (saison 5, épisode 10)
- 1990 : Les Contes de la crypte (Tales from the Crypt) : Cathy Marno (saison 2, épisode 1)
- 1997 : Ellen : la dame témoin (saison 4, épisode 22)
- 2003 : Will & Grace : Sissy Palmer-Ginsburg (saison 5, épisode 16)
- 2017-2018 : Empire : Claudia (rôle récurrent - saisons 3 et 4, 7 épisodes)
- 2018 : Animals : General (voix, rôle récurrent - saison 3, 5 épisodes)
- 2020 : Brave New World : Linda (rôle récurrent - 3 épisodes)
- 2020 : Dirty Diana : Diana (voix)
- 2024 : Feud : Ann Woodward (saison 2)
- 2024 : Landman : Cami Miller

#### Téléfilms
- 1984 : Bedrooms de Joseph Bologna et Renée Taylor : Nancy
- 1996 : Si les murs parlaient (If These Walls Could Talk), segment 1952 de Nancy Savoca : Claire Donnelly
- 1997 : Destination Anywhere de Mark Pellington : Janie
- 2009 : The Magic 7 de Roger Holzberg : U-Z Onesa (voix)

### Productrice
- 1991 : Pensées mortelles d'Alan Rudolph (coproductrice)
- 1995 : Souvenirs d'un été (Now and Then) de Lesli Linka Glatter
- 1996 : If These Walls Could Talk de Nancy Savoca (productrice exécutive)
- 1997 : Austin Powers de Jay Roach
- 1997 : À armes égales (G.I. Jane) de Ridley Scott
- 1999 : Austin Powers 2 : L'Espion qui m'a tirée de Jay Roach
- 2002 : Austin Powers dans Goldmember de Jay Roach
- 2012 : The Conversation (série télévisée, 8 épisodes)

### Réalisatrice
- 2008 : Streak (court métrage)
- 2011 : Un combat, cinq destins (Five), segment Charlotte, téléfilm collectif d'Alicia Keys, Jennifer Aniston, Patty Jenkins, Demi Moore et Penelope Spheeris

## Distinctions
Sauf indication contraire ou complémentaire, les informations mentionnées dans cette section peuvent être confirmées par la base de données IMDb.

### Récompenses
- Saturn Awards 1991 : meilleure actrice pour Ghost
- People's Choice Awards 1993 : meilleure actrice dans un film dramatique
- MTV Movie & TV Awards 1994 : meilleur baiser pour Proposition indécente, prix partagé avec Woody Harrelson
- National Association of Theatre Owners 1995 : star féminine de l'année
- People's Choice Awards 1996 : meilleure actrice dans un film dramatique
- Razzie Awards 1997 : 
  - pire actrice pour Striptease et La jurée
  - pire couple à l'écran pour Striptease, partagé avec Burt Reynolds
- Razzie Awards 1998 : pire actrice pour À armes égales
- MTV Movie Awards Mexico 2004 : méchant le plus sexy pour Charlie's Angels: Les anges se déchaînent !
- Razzie Awards 2004 : pire actrice dans un second rôle pour Charlie's Angels: Les anges se déchaînent !
- Festival du film de Hollywood 2006 : meilleure distribution pour Bobby, partagé avec Sharon Stone, Nick Cannon, Joy Bryant, Anthony Hopkins, Lindsay Lohan, Elijah Wood, Helen Hunt, Freddy Rodríguez, Ashton Kutcher, William H. Macy, Martin Sheen, Christian Slater, Shia LaBeouf, Laurence Fishburne, Heather Graham, Jacob Vargas, Mary Elizabeth Winstead, Svetlana Metkina et Harry Belafonte
- Film Independent's Spirit Awards 2012 : meilleure distribution pour Margin Call, partagé avec Kevin Spacey, Paul Bettany, Jeremy Irons, Zachary Quinto, Penn Badgley, Simon Baker, Mary McDonnell, Stanley Tucci et Aasif Mandvi
- Critics' Choice Movie Awards 2025 : meilleure actrice pour The Substance
- Golden Globes 2025 : meilleure actrice dans un film musical ou une comédie pour The Substance
- Indiana Film Journalists Association Award 2025 de la meilleure actrice pour The Substance
- Irish Film & Television Award 2025 : meilleure actrice internationale pour The Substance
- Kansas City Film Critics Circle Award 2025 : meilleure actrice pour The Substance
- Prix San Jordi 2025 : meilleure actrice internationale pour The Substance
- Satellite Award 2025 de la meilleure actrice dans une comédie pour The Substance
- Screen Actors Guild Awards 2025 : meilleure actrice pour The Substance
- Utah Film Critics Association Award 2025 de la meilleure actrice pour The Substance
- Women Film Critics Circle Award 2025 de la meilleure actrice pour The Substance

### Nominations
- Golden Globes 1991 : meilleure actrice dans un film musical ou une comédie pour Ghost
- Razzie Awards 1992 : pire actrice pour La femme du boucher et Tribunal fantôme
- MTV Movie & TV Awards 1993 : meilleure interprétation féminine pour Des hommes d'honneur
- People's Choice Awards 1993 : actrice de film préférée
- MTV Movie & TV Awards 1994 : 
  - meilleure interprétation féminine pour Proposition indécente
  - femme la plus désirable pour Proposition indécente
- Razzie Awards 1994 : pire actrice pour Proposition indécente
- MTV Movie & TV Awards 1995 : 
  - meilleur méchant pour Harcèlement
  - femme la plus désirable pour Harcèlement
- Annie Awards 1996 : meilleure voix dans un film d'animation pour Le Bossu de Notre-Dame
- MTV Movie & TV Awards 1996 : femme la plus désirable pour Les amants du nouveau monde
- Razzie Awards 1996 : 
  - pire actrice pour Les amants du nouveau monde
  - pire couple à l'écran pour Les amants du nouveau monde, nomination partagée avec Robert Duvall et Gary Oldman
- Golden Globes 1997 : meilleure actrice dans une mini-série où un téléfilm pour If These Walls Could Talk
- Primetime Emmy Awards 1997 : meilleur téléfilm pour If These Walls Could Talk, partagé avec Suzanne Todd (en), Laura Greenlee et J.J. Klein
- MTV Movie & TV Awards 1998 : meilleur combat pour À armes égales, partagé avec Viggo Mortensen
- Razzie Awards 2001 : pire actrice pour D'un rêve à l'autre
- DVD Exclusive Awards 2003 : meilleure interprétation d'un personnage d'animation pour Le Bossu de Notre-Dame, partagé avec Ritsuko Notani
- MTV Movie & TV Awards 2004 : meilleur méchant pour Charlie's Angels: Les anges se déchaînent
- Critics' Choice Movie Awards 2007 : meilleure distribution pour Bobby, partagé avec Sharon Stone, Nick Cannon, Joy Bryant, Anthony Hopkins, Lindsay Lohan, Elijah Wood, Helen Hunt, Freddy Rodríguez, Ashton Kutcher, William H. Macy, Martin Sheen, Christian Slater, Shia LaBeouf, Laurence Fishburne, Heather Graham, Jacob Vargas, Mary Elizabeth Winstead, Svetlana Metkina et Harry Belafonte
- Screen Actors Guild Awards 2007 : meilleure distribution pour Bobby, partagé avec Sharon Stone, Nick Cannon, Joy Bryant, Anthony Hopkins, Lindsay Lohan, Elijah Wood, Helen Hunt, Freddy Rodríguez, Ashton Kutcher, William H. Macy, Martin Sheen, Christian Slater, Shia LaBeouf, Laurence Fishburne, Heather Graham, Jacob Vargas, Mary Elizabeth Winstead, Svetlana Metkina et Harry Belafonte
- Gotham Independent Film Awards 2011 : meilleure distribution pour Margin Call, partagé avec Kevin Spacey, Paul Bettany, Jeremy Irons, Zachary Quinto, Penn Badgley, Simon Baker, Mary McDonnell, Stanley Tucci et Aasif Mandvi
- Phoenix Film Critics Society Awards 2011 : meilleure distribution pour Margin Call, partagé avec Kevin Spacey, Paul Bettany, Jeremy Irons, Zachary Quinto, Penn Badgley, Simon Baker, Mary McDonnell, Stanley Tucci et Aasif Mandvi
- Directors Guild of America Awards 2012 : meilleure réalisation pour un téléfilm ou une mini-série pour Un combat, cinq destins, partagé avec Jennifer Aniston, Alicia Keys, Patty Jenkins et Penelope Spheeris
- Central Ohio Film Critics Association Awards 2012 : meilleure distribution pour Margin Call, partagé avec Kevin Spacey, Paul Bettany, Jeremy Irons, Zachary Quinto, Penn Badgley, Simon Baker, Mary McDonnell, Stanley Tucci et Aasif Mandvi
- British Academy Film Awards 2025 : meilleure actrice pour The Substance
- Oscars 2025 : meilleure actrice pour The Substance

## Voix francophones
En France, Marie Vincent est la voix française régulière de Demi Moore. Entre 1993 et 2007, Anne Jolivet l'a également doublée à huit reprises.
Au Québec, elle est principalement doublée par Élise Bertrand.